# Девон Леві
Девон Леві (англ. Devon Levi; 27 грудня 2001, Доллард де Ормо, Квебек) — канадський хокеїст, воротар клубу НХЛ «Баффало Сейбрс». Гравець збірної команди Канади.

## Ігрова кар'єра
Уродженець передмістя Монреаля англомовного містечка Доллард де Ормо Девон розпочав свою хокейну кар'єру виступами за юніорську команду «Карлетон Плейс Канадієнс» у сезоні 2019–20. Визнаний найціннішим гравцем ліги за підсумками сезону.
З сезону 2020–21 Леві захищав кольори хокейної команди Північно-Східного університету.
6 жовтня 2020 року був обраний на драфті НХЛ під 212-м загальним номером командою «Флорида Пантерс». 24 липня 2021 року «пантери» обміняли його на гравця «Баффало Сейбрс» Сема Райнгарта.
У сезоні 2021–22 Девон в жовтні та листопаді 2021 року став гравцем місяця в НКАА.

## На рівні збірних
У складі молодіжної збірної Канади в 2019 виступав на молодіжному турнірі та став найціннішим гравцем. Більш широке визнання він отримав під часів виступів за збірну Канади на світовій першості 2021 року. Девон показав найкращі результати за відбитими кидками (0.964) та пропущеними голами (0.75). Дирекція ІІХФ обрала його найкращим воротарем турніру, а ЗМІ включили його до команди всіх зірок турніру.

## Нагороди
- Найкращий воротар молодіжного чемпіонату світу — 2021.

## Статистика

### Клубні виступи
| Сезон        | Клуб                         | Ліга         | Регулярний сезон | Регулярний сезон | Регулярний сезон | Регулярний сезон | Регулярний сезон | Регулярний сезон | Регулярний сезон | Регулярний сезон | Регулярний сезон | Плей-оф | Плей-оф | Плей-оф | Плей-оф | Плей-оф | Плей-оф | Плей-оф | Плей-оф |
| Сезон        | Клуб                         | Ліга         | І                | В                | П                | ПОТ              | Хв               | ПГ               | ІБГ              | ПГГ              | %ВК              | І       | В       | П       | Хв      | ПГ      | ІБГ     | ПГA     | %ВК     |
| ------------ | ---------------------------- | ------------ | ---------------- | ---------------- | ---------------- | ---------------- | ---------------- | ---------------- | ---------------- | ---------------- | ---------------- | ------- | ------- | ------- | ------- | ------- | ------- | ------- | ------- |
| 2019–20      | «Карлетон Плейс Канадієнс»   | ЦКХЛ         | 37               | 34               | 2                | 1                | 2209             | 54               | 8                | 1.47             | .941             | —*      | —       | —       | —       | —       | —       | —       | —       |
| 2021–22      | Північно-Східний університет | НКАА         | 32               | 21               | 10               | 1                | 1875             | 48               | 10               | 1.54             | .952             | —       | —       | —       | —       | —       | —       | —       | —       |
| 2022–23      | Північно-Східний університет | НКАА         | 34               | 17               | 12               | 5                | 2,065            | 77               | 6                | 2.24             | .933             | —       | —       | —       | —       | —       | —       | —       | —       |
| 2022–23      | Баффало Сейбрс               | НХЛ          | 7                | 5                | 2                | 0                | 430              | 21               | 0                | 2.94             | .905             | —       | —       | —       | —       | —       | —       | —       | —       |
| Усього в НХЛ | Усього в НХЛ                 | Усього в НХЛ | 7                | 5                | 2                | 0                | 430              | 21               | 0                | 2.94             | .905             | —       | —       | —       | —       | —       | —       | —       | —       |

*плей-оф сезону 2019–20 скасовано через пандемію COVID-19.

### Збірна
| Рік                | Команда            | Турнір             | Місце              | І | В | ПГ | ПГГ  | ВК  | %ВК   | ІБГ |
| ------------------ | ------------------ | ------------------ | ------------------ | - | - | -- | ---- | --- | ----- | --- |
| 2021               | Канада             | МЧС                | 2                  | 7 | 6 | 5  | 0.75 | 139 | 0.964 | 3   |
| 2023               | Канада             | ЧС                 | 1                  | 1 | 1 | 2  | 2    | 22  | 0.916 | 0   |
| Молодіжна збірна   | Молодіжна збірна   | Молодіжна збірна   | Молодіжна збірна   | 7 | 6 | 5  | 0.75 | 139 | 0.964 | 3   |
| Національна збірна | Національна збірна | Національна збірна | Національна збірна | 1 | 1 | 2  | 2    | 22  | 0.916 | 0   |